# Kronplatz

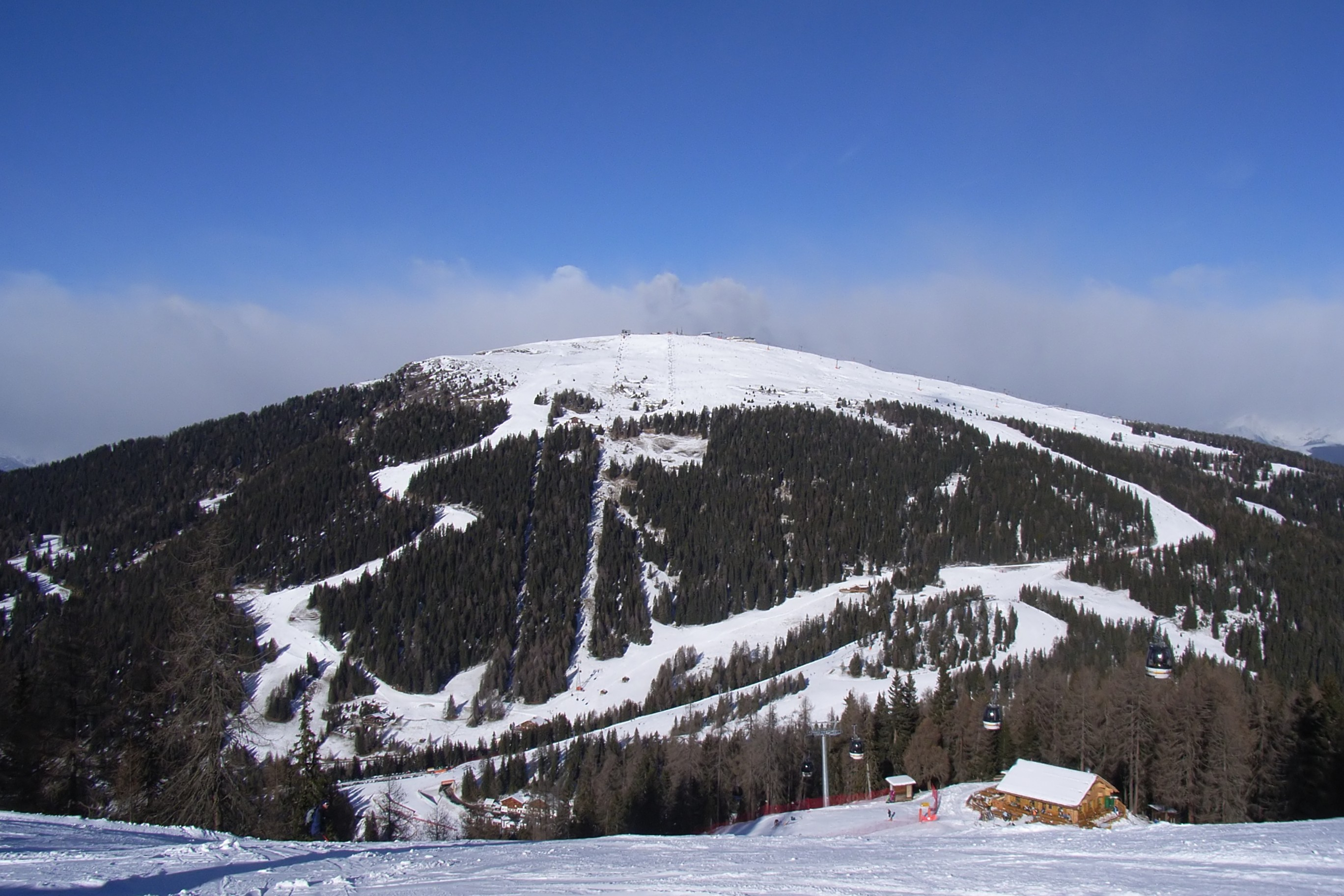
De Plan de Corones

De Kronplatz (Duits) of Plan de Corones (Italiaans) is een 2275 meter hoge berg aan de rand van de Dolomieten, vlak bij Bruneck. De berg is gelegen in Zuid-Tirol, een autonome provincie van Italië. De naam stamt af van de oude Fanes-sage. Op deze berg zou de heldin en prinses Dolasilla van het Fanes-rijk zijn gekroond.
In het gebied bevinden zich een afdeling van het Messner Mountain Museum en ook het bergfotografiemuseum LUMEN.
Het is vooral een wintersportgebied. In de zomer zijn er maar een paar liften actief en soms maar een deel van de week. Het gebied is al een paar keer uitgeroepen tot beste skigebied en verschillende pistes uitgeroepen tot beste piste, zoals onder andere de piste Piculin.
In de Ronde van Italië werd de Kronplatz ook al enkele keren aangedaan. In 2008 en 2010 werd er een klimtijdrit georganiseerd op de flanken van de Kronplatz. Deze werd respectievelijk door Franco Pellizotti en Stefano Garzelli gewonnen. Die eerste werd later wel uit de uitslag geschrapt ten voordele van Gilberto Simoni.
Sinds 2017 wordt op Kronplatz een wedstrijd van het wereldkampioenschap Reuzenslalom bij de vrouwen georganiseerd. De wedstrijd vindt elk jaar plaats eind januari op de piste Erta.

## Geschiedenis[3]
Kronplatz Seilbahn GmbH werd opgericht in 1960 en een jaar later al veranderd in Kronplatz Seilbahn AG. De plannen en bouwwerken voor de eerste kabelbaan starten.
Op 25 december 1963 werd de eerste kabelbaan van Reischach naar Kronplatz en de Belvedere lift in gebruiken genomen. In de decencia daarna werkten de drie kabelbaanbedrijven Bruneck, Olang en St. Vigil samen om extra skiliften en pistes te bouwen.
In 1974 werd de overkoepelende vennootschap Skirama Kronplatz opgericht. Deze vennootschap was stichtend lid van de associatie Dolomiti Superski, dewelke een gemeenschappelijke skipass aanbood voor verschillende skigebieden. In 1975 werd het logo met haan voor Kronplatz ontworpen.
Na 20 jaar was het tijd om een nieuwe kabelbaan te bouwen. Op 25 december 1985 werd de nieuwe lift Kronplatz I+II in gebruik genomen. In de volgende twee decenia werden ook alle overige liften vernieuwd, reservoirs aangelegd en sneeuwmachines geïnstalleerd.
In 2000 werd de grootste enkele-kabel-kabelbaan Kronplatz 2000 in gebruik genomen. In hetzelfde jaar werd beslist om de iconische klok Concordia 2000 op de top van de berg te installeren. In 2003 kon ze voor het eerst luiden.
In 2011 kreeg het skigebied een rechtstreekse verbinding met andere skigebieden via de trein. De Pustertal Bahn is rechstreeks bereikbaar vanaf de Ried lift in Percha.

## Skipistes[5]
Zwart
- Sylvester (4950 m)
- Trasse (408 m)
- Hernegg (5100 m)
- Arena Pre da Peres (866 m)
- Erta (1660 m)
- Piculin (2000 m)
- Sorega (1450 m)

Rood
- Seewiese (1250 m)
- Seewiese (700 m)
- Pramstall (2000 m)
- Sonne (1000 m)
- Furcia 12 (2427 m)
- Ried (7000 m)
- Gassl (3320 m)
- Arndt (2028 m)
- World Record Piste (1650 m)
- Pre da Peres (1067 m)
- Rara (818 m)
- Col Toron (1782 m)
- Cianross (465 m)
- Piz de Plaies (2310 m)
- Olang 1

Blauw
- Olang 2 (1200 m)
- Plateau (1114 m)
- Belvedere (1200 m)
- Belvedere (1400 m)
- Furcia 9 (2702 m)
- Sonne (900 m)
- Korer 1 (1100 m)
- Korer 2 (1100 m)
- Spitzhorn (1730 m)
- Alpen (1756 m)
- Pracken (892 m)
- Ruipa (890 m)
- Lorenzi (1334 m)
- Marchner (2280 m)
- Costa (923 m)
- Costa (790 m)
- Rara (911 m)
- Miara (1976 m)
- Corn (765 m)
- Pedagà (720 m)
- Guggenberg (950 m)
- Berglift (1200 m)
- Terenten (850 m)
- Antermoia (800 m)
- Autobahn  (320 m)

## Liften[6]
Kabelbaan
- Kronplatz I
- Kronplatz II
- Kronplatz 2000
- Belvedere
- Korer
- Marchner
- Ried
- Gipfelbaan
- Ruis
- Piz de Plaies
- Skitrans Bronta
- Pre da Peres
- Miara
- Pedagà
- Cianross
- Col Toron
- Piculin
- Olang 1
- Olang 2
- Alpen connecting
- Lorenzi
- Rara

4-persoonsstoeltjeslift
- Costa

6-persoonsstoeltjeslift
- Arndt
- Sonne

8-persoonsstoeltjeslift
- Plateau

Skilift
- Riepenlift
- Guggenberg
- Berglift
- Panorama-Terenten
- Antermoia